# Filtro de combustible
Un filtro de combustible es aquel que se utiliza para filtrar partículas extrañas o líquidos del combustible. La mayoría de los motores de combustión interna utilizan un filtro de combustible para proteger los componentes del sistema de combustible.

## Filtros para partículas extrañas.
El combustible sin filtrar puede contener varios tipos de contaminación, por ejemplo, restos de pintura y suciedad que hayan entrado en el depósito de combustible durante el llenado, u óxido causado por la humedad en un depósito de acero. Si estas sustancias no se eliminan antes de que el combustible ingrese al sistema, provocarán un desgaste rápido y problemas en la bomba de combustible y los inyectores.
Los filtros normalmente se fabrican en cartuchos que contienen un papel de filtro. Estos filtros deben recibir mantenimiento o reemplazarse a intervalos regulares.

## Filtros para líquidos extraños
Algunos motores diésel utilizan un diseño en forma de cuenco para recoger el agua en el fondo del filtro (ya que el diésel flota sobre el agua). Luego se puede drenar el agua abriendo una válvula en el fondo del recipiente y dejándola salir, hasta que solo quede combustible.